# تاتیانا جونز
تاتیانا جونز (انگلیسی: Tattiawna Jones) یک هنرپیشه اهل کانادا است.
از فیلم‌ها یا برنامه‌های تلویزیونی که وی در آن نقش داشته‌است می‌توان به بازی نقش روبکا کمکی دکتر جولیا اگدن در سردخانه در ماجراهای مرداک، و پلیس آهنی و سرگذشت ندیمه اشاره کرد.